# توم أندرسون
توم أندرسون (بالإنجليزية: Tom Anderson)‏ (و. 1970 – م) هو رائد أعمال، رجل أعمال من الولايات المتحدة الأمريكية .

## التعليم
تعلم في جامعة كاليفورنيا، بركلي، وجامعة كاليفورنيا، لوس أنجلوس.